# Риба-хамелеон
Ри́ба-хамелео́н (Badis badis) — найвідоміший представник роду бадіс (Badis) і родини бадієвих (Badidae).
Батьківщиною виду є стоячі водойми Північної Індії, Непалу й Бангладеш (басейн Гангу), зустрічаються також в Пакистані, індійському штаті Гімачал-Прадеш (басейн Джамни), у басейні річки Маханаді (індійські штати Чхаттісґарх та Одіша), Бутані, індійському штаті Ассам (річки Казиранґа (англ. Kaziranga River), Ґувахаті (англ. Gauhati River) та Дибру (англ. Dibru River), що належать до басейну Брахмапутри).

## Опис

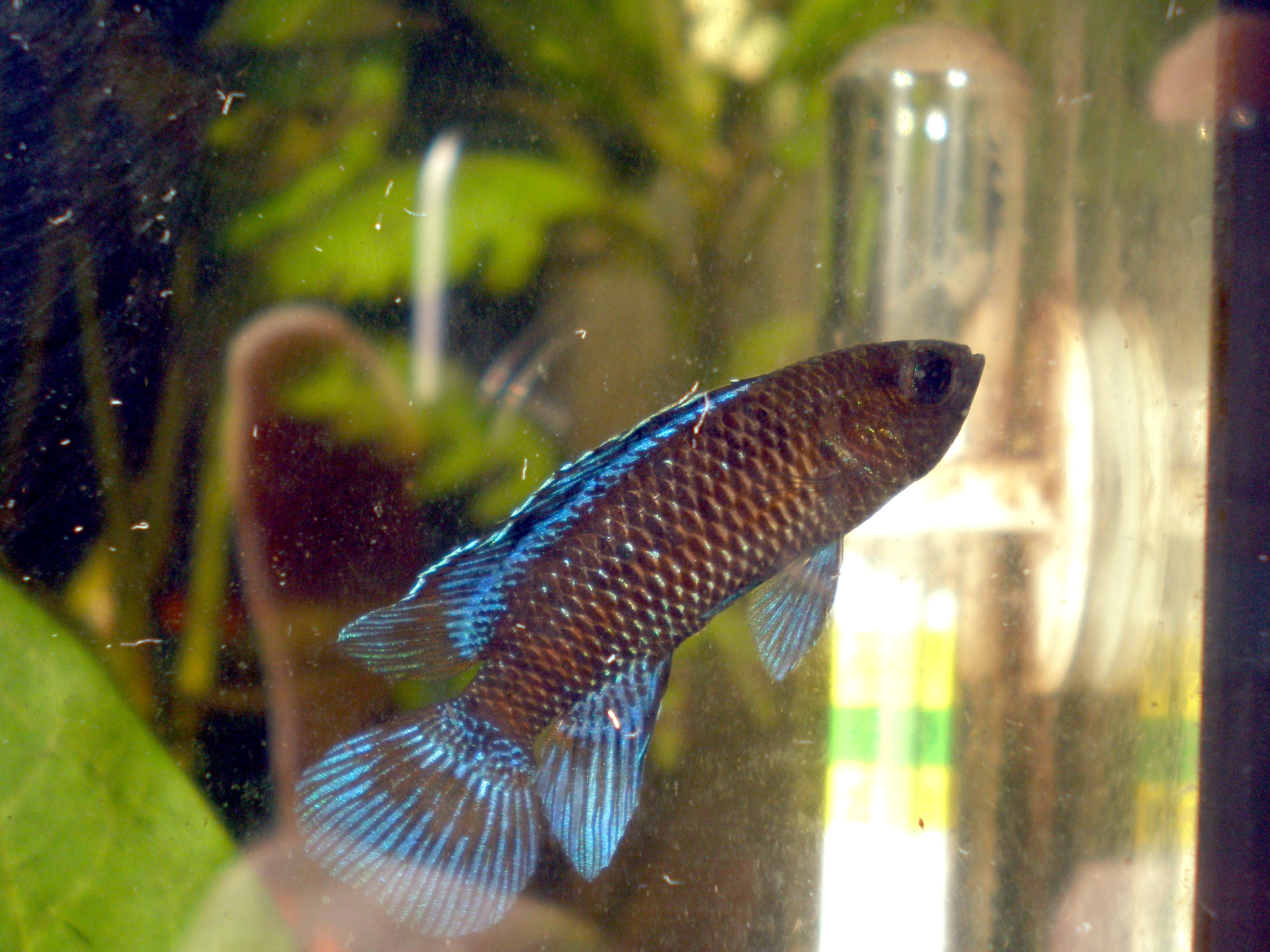
Самець риби-хамелеона

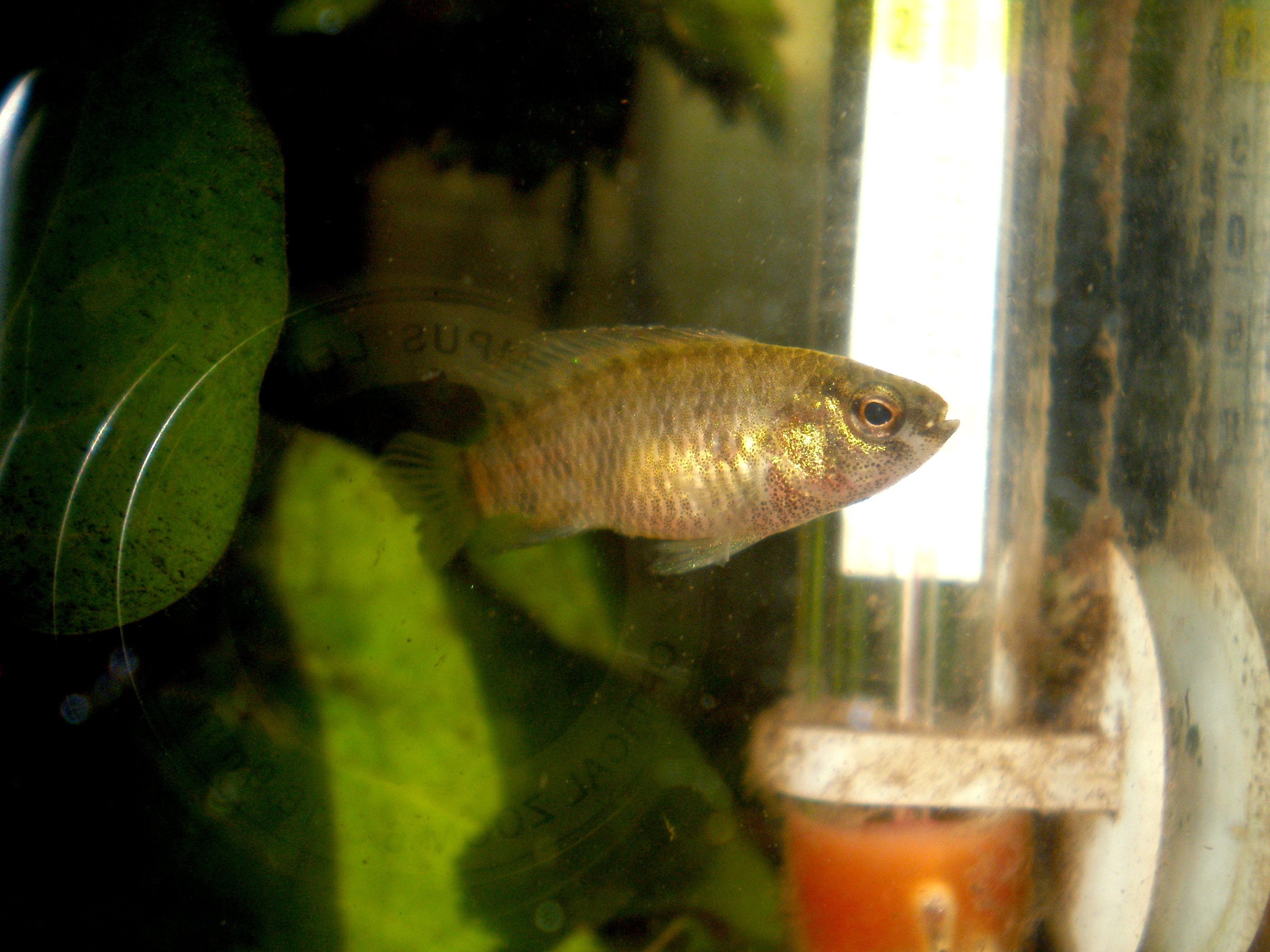
Самка риби-хамелеона

Зовні бадіси нагадують карликових цихлід. Тіло порівняно низьке, витягнуте, трохи стиснуте з боків. Спинний плавець довгий, хвостовий круглястий. Голова і рот маленькі. Завдовжки самці у природі 7-8 см, самки — 4,5-5 см, в акваріумі риби бувають на 1-2 см меншими.
Забарвлення бадісів є нестабільним і дуже мінливим. Воно залежить від умов утримання, фізіологічного стану риб та їхнього настрою. Стосується це перш за все самців. Протягом декількох секунд їхнє забарвлення може невпізнанно змінюватись, тому бадісів і називають хамелеонами. Ще одна назва виду — синій або блакитний окунь.
На тілі самців можна побачити поперечні смужки, що складаються з окремих червоних крапочок. Від рота через око по діагоналі до основи хвостового плавця проходить смуга із чорних крапок. Різнобарвна луска має чорну облямівку. Вона може бути сріблястою, синьо-чорною, бузковою, червоною, жовтуватою, зеленкуватою. Усе це змінюється, неначе мозаїка в калейдоскопі.
Плавці жовто-зелені або блакитні. Найвиразнішим серед них є спинний плавець. Тут переважають блискучі синьо-зелені барви та розкидані червоні або зелені поздовжні риски. Передня частина цього плавця блакитна, часто має облямівку іржаво-оранжевого кольору. Самки забарвлені значно простіше. На тілі у них переважають коричнюваті кольори.
За доброго настрою тіло самців помітно темнішає, поперечні смуги щезають, також темніють і непарні плавці, вони набирають блакитних відтінків. Особливо гарними бувають збуджені самці під час сутичок між ними, а також у період нересту — у цей період вони стають темно-синіми, майже чорними, із зеленкувато-блакитним металевим лиском. Поперечні смуги щезають зовсім, і забарвлення стає однорідним. Спинний плавець має вигляд прапора із сяючою блакиттю в передній половині.
Навпаки, через погане самопочуття риби, їхнє забарвлення стає невиразним, набуває брудно-сірого, глиняного, коричнюватого відтінку, спинка забарвлюється від оливкового до чорно-синього кольору, черево світле, зеленкувате або із блакиттю.
Самці більші за самок, мають потужніші плавці, а спинний і анальний плавці у них витягнуті й загострені на кінцях. Лінія черева в самців є прямою, а часто навіть впалою, тоді як у самок черево повніше, круглясте.

## Утримання в акваріумі
Риба-хамелеон — старожил домашніх акваріумів, проте зараз цих риб можна побачити нечасто.
Бадіси — мирні й спокійні рибки, що добре вживаються в спільному акваріумі, наприклад, з барбусами або лабіринтовими рибами (ляліусами, гурамі, півниками). Можна тримати їх і у видовому акваріумі.
Особливих вимог до простору не ставлять. Для пари риб або 1 самця й двох самок вистачає й 20-літрового акваріума. Але слід ураховувати, що самці хамелеонів поводять себе територіально, у маленькому акваріумі не вживаються між собою. Для групового утримання слід використовувати просторі акваріуми місткістю близько 200 л з достатньою кількістю схованок. Тут кожен самець займає власну територію навколо вподобаної ним схованки. Він завзято охороняє свої володіння й не пускає до них інших самців. Самців не слід тримати забагато, адже тоді їх території перетинатимуться між собою, що серйозно загрожуватиме життю слабших риб.
Хамелеони за своєю природою є лякливими рибами, тому наявність схованок є для них життєво необхідною. В акваріумі має бути гарна рослинність, місцями густі кущі. Додаткові схованки утворюють викладаючи з каміння печери або гроти, на дно кладуть горщики для квітів, корчі, шкаралупу кокосових горіхів. Проте, коли схованок буде занадто багато, риби, звичайно, почуватимуться комфортно, але хазяїн ризикує зовсім не побачити їх.
Освітлення потрібне не яскраве. Допоможуть рослини, що плавають на поверхні води, вони створюватимуть тінь. Твердість води може бути в межах 5-20°dH, показник pH6,5-7,5, температура 23-26 °C. Найкраще хамелеони почувають себе в торфованій воді. Бажаною є аерація або фільтрація води.
Беруть виключно дрібний живий корм. Для годівлі найкраще використовувати трубочник, мотиль та інших личинок комах. Проблеми з годівлею часто виникають, коли хамелеонів утримують у спільному акваріумі. Більш швидкі й активні сусіди завжди випереджатимуть малорухливих бадісів. Коли їм не кидати корм прямо до схованок, вони можуть взагалі померти з голоду.

## Розведення
Нерест парний. Використовують нерестовища місткістю близько 20 літрів, облаштовані так само, як і для утримання риб. Бадіси нерестяться у печерах, тому на дно слід покласти боком горщик для квітів (можна і його половину) або ж викласти печерку з плоского каміння. Гніздо повинно бути достатньо просторим, щоб самець мав змогу вільно рухатися всередині нього. Показники води рекомендуються такі: твердість 7-15°dH, 1°dKH, показник pH 6,5-7,2, температура 24-28 °C.
Стимулом до початку нересту служить додаток свіжої води й підвищення її температури. Досі спокійний і малорухливий самець враз стає активним і агресивним. На підготовчому етапі він треться об стіни гнізда, таким чином вичищаючи їх. Водночас він охороняє місце майбутньої кладки, не виносячи поруч нічиєї присутності, навіть самки. Буває, що занадто агресивний самець завдає партнерці серйозних пошкоджень.
Забарвлення самця помітно густішає й стає зовсім темним. У цей час, як ніколи, воно може швидко змінюватись відповідно до того, чим займається самець в конкретний момент. Темнішає й забарвлення самки.
Нерест хамелеонів багато в чому подібний до нересту лабіринтових риб. Інстинкт продовження роду жене самку з визрілою ікрою до гнізда, не зважаючи на агресію з боку самця. Врешті їй вдається затриматись у гнізді. Вона підштовхує партнера, збуджуючи його й спонукаючи до початку відкладання ікри. Забарвлення самки знову світлішає.
Партнери розправляють плавці й повільно кружляють один навколо одного. Тоді самець обіймає самку своїм тілом і перевертає її. Риби на певний час завмирають в обіймах, і лише після того викидається порція ікри, яка падає на дно печери. Акти ікрометання неодноразово повторюються, поки самка повністю не звільниться від ікри. Зазвичай нерест триває близько 2 годин. За цей час самка відкладає від 30 до 100 ікринок, максимальна ж плідність становить близько 200 ікринок. Відразу після закінчення нересту самку відловлюють, а самця лишають доглядати за потомством.
Ікринки в бадісів липкі, прозорі, мають розмір близько 0,8 мм у перетині. Самець стоїть над кладкою, обмахуючи її плавцями. У цей час він буває дуже агресивним і самовіддано захищає своє потомство. Інкубаційний період складає 48-60 годин. Ще 4-7 днів личинки знаходяться під батьківською охороною, поки не перетворяться на мальків, попливуть і не почнуть харчуватися. У цей час рекомендується забрати самця з нерестовища, хоча й уважається, що він не чіпає приплід.
Мальки беруть лише живий корм. Як початковий корм їм пропонують коловерток і найдрібніший живий пил. Можна давати також інфузорій, але згодовувати їх слід часто й невеликими порціями. Коли малята трохи підростуть, їх починають годувати наупліусами артемій.
Так само як і батьки, мальки хамелеонів малорухливі, тримаються біля дна. Спочатку вони бувають прозорими й малопомітними, видають їх лише чорні плями на голові та хвості. Молодь дуже чутлива до змін температури й забруднення води. Важливо, щоб у акваріумі не збиралися залишки корму, адже це призводить до псування води й швидкоплинної загибелі приплоду. Слід також уважно переходити на більший корм, аби мальки не вдавилися ним.
Визрівають у віці 4-6 місяців.